# Svenska Teatern
Svenska Teatern (in finlandese Ruotsinkielinen teatteri) è un'istituzione teatrale finlandese di lingua svedese che si trova a Helsinki.
Fu il primo palco nazionale del Paese, sorto quando ancora esso era parte dell'impero russo.

## Storia
Il primo teatro di Helsinki, l'Engels Teater, fu completato nel 1827. L'edificio in legno progettato dall'architetto Carl Ludvig Engel si trovava nell'angolo tra Mikaelsgatan ed Esplanaden. All'epoca in cui il teatro fu aperto non aveva attori permanenti e molti attori che si esibivano in quel teatro erano in viaggio per San Pietroburgo.
Il teatro progettato da Engel divenne presto troppo piccolo, perché l'interesse per il teatro crebbe rapidamente tra i cittadini di Helsinki. Il nuovo edificio del teatro fu inaugurato il 28 novembre 1860. Il nuovo edificio, progettato da Georg Theodor von Chiewitz, fu costruito su Skillnaden, nello stesso sito dell'attuale Svenska Teatern. La prima opera teatrale eseguita nel nuovo teatro fu Princessan av Cypern di Zacharias Topelius e Fredrik Pacius. I primi attori del teatro provenivano dal gruppo di Pierre Deland. Il gruppo si esibì in teatro nel 1860-1861. La lingua inizialmente era lo svedese, ma il finlandese fu presto lanciato sul palco dall'attrice svedese Hedvig Raa-Winterhjelm.
Solo tre anni dopo il completamento del nuovo edificio teatrale, fu distrutto da un incendio nel 1863. L'edificio fu presto ricostruito, in stile neoclassico e il teatro riaprì le sue porte nel 1866. Questa volta l'architetto era Nicholas Benois dalla Russia. Il teatro portò il nome Nya Teatern (Nuovo Teatro) fino all'anno 1887, quando fu aperto un teatro finlandese a Helsinki. Dal 1887 il nome del teatro è Svenska Teatern.
L'edificio dello Svenska Teatern fu rinnovato nel 1935 dagli architetti Eero Saarinen e Jarl Eklund. La facciata riccamente decorata dell'edificio fu sostituita con una nuova facciata che rappresenta il funzionalismo.
All'inizio del XX secolo i registi del teatro erano principalmente svedesi e molti attori provenivano dalla Svezia. Nel 1915 fu deciso che il teatro sarebbe diventato un palcoscenico nazionale per il teatro finlandese-svedese. Già nel 1908 una nuova scuola di teatro fu fondata dal teatro stesso.
Molti brani di musica di scena di Jean Sibelius furono presentati nel teatro, compresa la versione iniziale di Finlandia nel novembre 1899.